# Johanna Elisabeth van Sleeswijk-Holstein-Gottorp

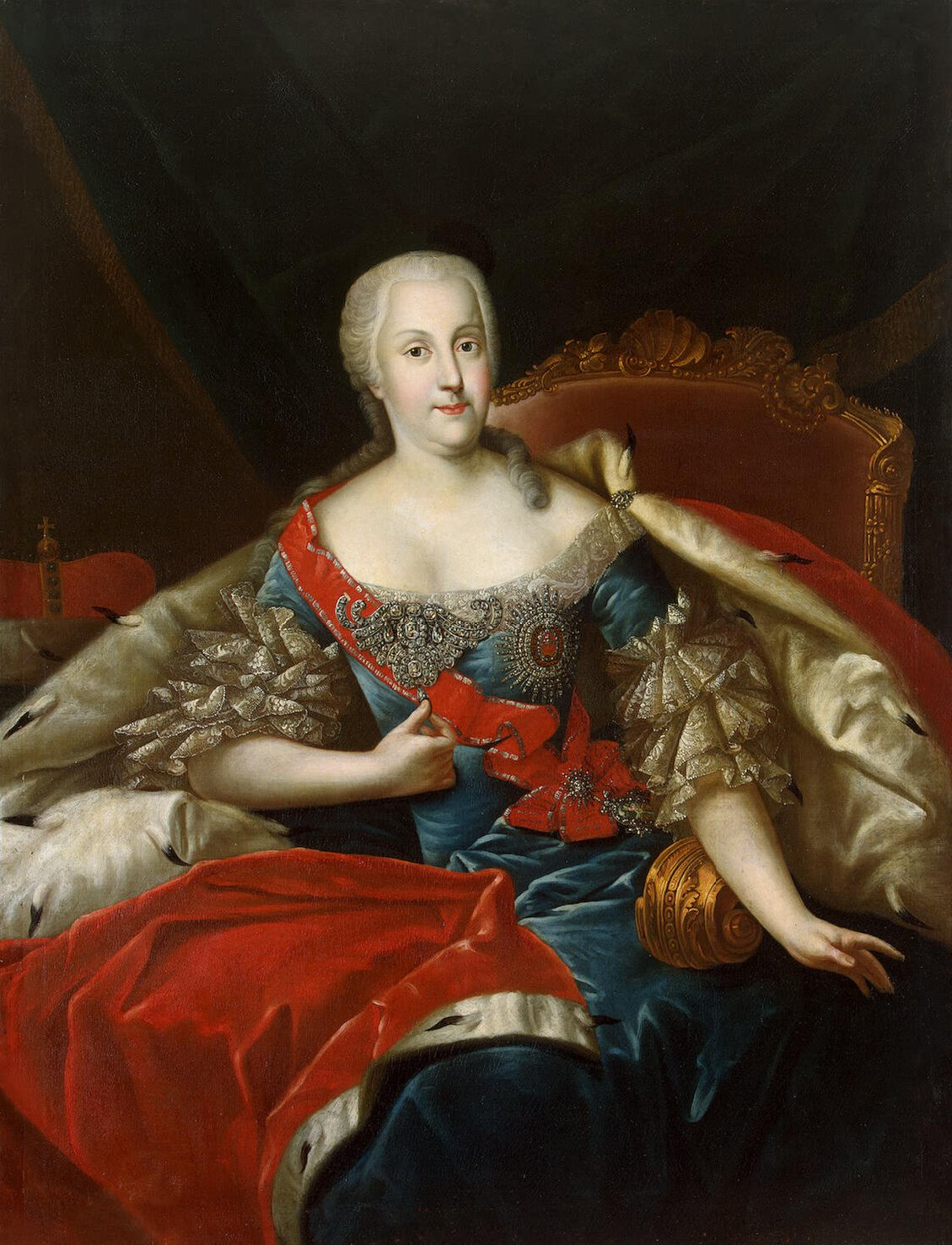
Johanna Elisabeth van Sleeswijk-Holstein-Gottorp.

Johanna Elisabeth van Sleeswijk-Holstein-Gottorp (Sleeswijk, 24 oktober 1712 - Parijs, 30 mei 1760) was van 1742 tot 1747 vorstin en van 1747 tot 1754 regentes van Anhalt-Zerbst. Ze behoorde tot het huis Sleeswijk-Holstein-Gottorp.

## Levensloop
Johanna Elisabeth was de jongste overlevende dochter van Christiaan August van Sleeswijk-Holstein-Gottorp, bisschop van Lübeck, en diens echtgenote Albertina Frederika (1682-1755), dochter van markgraaf Frederik VII van Baden-Durlach. Ze was een zus van koning Adolf Frederik van Zweden.
Op 8 november 1727 huwde ze op vijftienjarige leeftijd met Christiaan August van Anhalt-Zerbst (1690-1747). In 1729 werd haar echtgenoot in Pruisische militaire dienst commandant van Stettin. In 1742 volgde Christiaan August zijn neef Johan August op als vorst van Anhalt-Zerbst. Als vorstin had Johanna Elisabeth een aanzienlijk aandeel in de regeringszaken.
In 1744 begeleidde ze onder de naam Gravin van Reinbek haar dochter Sophia Augusta Frederika naar Rusland, waar zij in 1745 huwde met de Russische troonopvolger Peter. Na het huwelijk nam haar dochter de naam Catharina aan. Johanna Elisabeth leefde daarna twee jaar aan het hof van tsarina Elisabeth van Rusland, waar ze betrokken was bij verschillende intriges. Ze werd er zelfs beschuldigd van spionage en op het aanraden van de tsarina durfde ze uiteindelijk niet meer schriftelijk te corresponderen met haar dochter. 
Na haar terugkeer uit Rusland werd Johanna Elisabeth na de dood van haar echtgenoot in 1747 regentes voor haar minderjarige zoon Frederik August, wat ze bleef tot in 1752. In 1750 liet ze het Slot van Dornburg an der Elbe bouwen, een barokresidentie die diende om koninklijke en keizerlijke verwanten op te vangen.
Ondanks de neutraliteit van Anhalt aan het begin van de Zevenjarige Oorlog, bood Johanna Elisabeth onderdak aan de Franse Marquis de Fraigne, die beschuldigd werd van spionage. Dit was voor koning Frederik II van Pruisen het startschot om Anhalt militair te bezetten. In 1758 vluchtte Johanna Elisabeth naar Parijs, waar ze verbleef onder de naam gravin van Oldenburg. Ze stierf er in mei 1760 op 47-jarige leeftijd.

## Nakomelingen
Johanna Elisabeth en haar echtgenoot Christiaan August kregen vijf kinderen:
- Sophia Augusta Frederika (1729-1796), onder de naam Catharina II tsarina van Rusland, huwde in 1745 met tsaar Peter III van Rusland
- Willem Christiaan Frederik (1730-1742), erfprins van Anhalt-Zerbst
- Frederik August (1734-1793), vorst van Anhalt-Zerbst
- Augusta Christina Charlotte (1736-1736)
- Elisabeth Ulrika (1742-1745)

## Kwartierstaat
| Frederik III van Sleeswijk-Holstein-Gottorp (1597-1659) | Frederik III van Sleeswijk-Holstein-Gottorp (1597-1659) | Frederik III van Sleeswijk-Holstein-Gottorp (1597-1659) | Frederik III van Sleeswijk-Holstein-Gottorp (1597-1659) | Frederik III van Sleeswijk-Holstein-Gottorp (1597-1659)        | Frederik III van Sleeswijk-Holstein-Gottorp (1597-1659)        | Maria Elisabeth van Saksen (1610-1684)                         | Maria Elisabeth van Saksen (1610-1684)                         | Maria Elisabeth van Saksen (1610-1684)                         | Maria Elisabeth van Saksen (1610-1684)                         | Maria Elisabeth van Saksen (1610-1684)                       | Maria Elisabeth van Saksen (1610-1684)                       |                                                              |                                                              | Frederik III van Denemarken (1609-1670)                      | Frederik III van Denemarken (1609-1670)                      | Frederik III van Denemarken (1609-1670)     | Frederik III van Denemarken (1609-1670)     | Frederik III van Denemarken (1609-1670)     | Frederik III van Denemarken (1609-1670)     | Sophia Amalia van Brunswijk-Lüneburg (1628-1685) | Sophia Amalia van Brunswijk-Lüneburg (1628-1685) | Sophia Amalia van Brunswijk-Lüneburg (1628-1685) | Sophia Amalia van Brunswijk-Lüneburg (1628-1685) | Sophia Amalia van Brunswijk-Lüneburg (1628-1685) | Sophia Amalia van Brunswijk-Lüneburg (1628-1685) |                                           |                                           | Frederik VI van Baden-Durlach (1617-1677) | Frederik VI van Baden-Durlach (1617-1677) | Frederik VI van Baden-Durlach (1617-1677) | Frederik VI van Baden-Durlach (1617-1677) | Frederik VI van Baden-Durlach (1617-1677)                    | Frederik VI van Baden-Durlach (1617-1677)                    | Christina Magdalena van Kleeburg (1616-1662)                 | Christina Magdalena van Kleeburg (1616-1662)                 | Christina Magdalena van Kleeburg (1616-1662)                 | Christina Magdalena van Kleeburg (1616-1662)                 | Christina Magdalena van Kleeburg (1616-1662)      | Christina Magdalena van Kleeburg (1616-1662)      |                                                         |                                                         | Frederik III van Sleeswijk-Holstein-Gottorp (1597-1659) | Frederik III van Sleeswijk-Holstein-Gottorp (1597-1659) | Frederik III van Sleeswijk-Holstein-Gottorp (1597-1659)  | Frederik III van Sleeswijk-Holstein-Gottorp (1597-1659)  | Frederik III van Sleeswijk-Holstein-Gottorp (1597-1659)  | Frederik III van Sleeswijk-Holstein-Gottorp (1597-1659)  | Maria Elisabeth van Saksen (1610-1684)                   | Maria Elisabeth van Saksen (1610-1684)                   | Maria Elisabeth van Saksen (1610-1684) | Maria Elisabeth van Saksen (1610-1684) | Maria Elisabeth van Saksen (1610-1684) | Maria Elisabeth van Saksen (1610-1684) |  |  |  |  |  |  |  |  |  |  |  |  |  |  |  |  |  |  |  |  |  |  |  |  |  |  |  |  |  |  |  |  |  |  |  |  |  |  |  |  |  |  |  |  |  |  |  |  |
| Frederik III van Sleeswijk-Holstein-Gottorp (1597-1659) | Frederik III van Sleeswijk-Holstein-Gottorp (1597-1659) | Frederik III van Sleeswijk-Holstein-Gottorp (1597-1659) | Frederik III van Sleeswijk-Holstein-Gottorp (1597-1659) | Frederik III van Sleeswijk-Holstein-Gottorp (1597-1659)        | Frederik III van Sleeswijk-Holstein-Gottorp (1597-1659)        | Maria Elisabeth van Saksen (1610-1684)                         | Maria Elisabeth van Saksen (1610-1684)                         | Maria Elisabeth van Saksen (1610-1684)                         | Maria Elisabeth van Saksen (1610-1684)                         | Maria Elisabeth van Saksen (1610-1684)                       | Maria Elisabeth van Saksen (1610-1684)                       |                                                              |                                                              | Frederik III van Denemarken (1609-1670)                      | Frederik III van Denemarken (1609-1670)                      | Frederik III van Denemarken (1609-1670)     | Frederik III van Denemarken (1609-1670)     | Frederik III van Denemarken (1609-1670)     | Frederik III van Denemarken (1609-1670)     | Sophia Amalia van Brunswijk-Lüneburg (1628-1685) | Sophia Amalia van Brunswijk-Lüneburg (1628-1685) | Sophia Amalia van Brunswijk-Lüneburg (1628-1685) | Sophia Amalia van Brunswijk-Lüneburg (1628-1685) | Sophia Amalia van Brunswijk-Lüneburg (1628-1685) | Sophia Amalia van Brunswijk-Lüneburg (1628-1685) |                                           |                                           | Frederik VI van Baden-Durlach (1617-1677) | Frederik VI van Baden-Durlach (1617-1677) | Frederik VI van Baden-Durlach (1617-1677) | Frederik VI van Baden-Durlach (1617-1677) | Frederik VI van Baden-Durlach (1617-1677)                    | Frederik VI van Baden-Durlach (1617-1677)                    | Christina Magdalena van Kleeburg (1616-1662)                 | Christina Magdalena van Kleeburg (1616-1662)                 | Christina Magdalena van Kleeburg (1616-1662)                 | Christina Magdalena van Kleeburg (1616-1662)                 | Christina Magdalena van Kleeburg (1616-1662)      | Christina Magdalena van Kleeburg (1616-1662)      |                                                         |                                                         | Frederik III van Sleeswijk-Holstein-Gottorp (1597-1659) | Frederik III van Sleeswijk-Holstein-Gottorp (1597-1659) | Frederik III van Sleeswijk-Holstein-Gottorp (1597-1659)  | Frederik III van Sleeswijk-Holstein-Gottorp (1597-1659)  | Frederik III van Sleeswijk-Holstein-Gottorp (1597-1659)  | Frederik III van Sleeswijk-Holstein-Gottorp (1597-1659)  | Maria Elisabeth van Saksen (1610-1684)                   | Maria Elisabeth van Saksen (1610-1684)                   | Maria Elisabeth van Saksen (1610-1684) | Maria Elisabeth van Saksen (1610-1684) | Maria Elisabeth van Saksen (1610-1684) | Maria Elisabeth van Saksen (1610-1684) |  |  |  |  |  |  |  |  |  |  |  |  |  |  |  |  |  |  |  |  |  |  |  |  |  |  |  |  |  |  |  |  |  |  |  |  |  |  |  |  |  |  |  |  |  |  |  |  |
|                                                         |                                                         |                                                         |                                                         |                                                                |                                                                |                                                                |                                                                |                                                                |                                                                |                                                              |                                                              |                                                              |                                                              |                                                              |                                                              |                                             |                                             |                                             |                                             |                                                  |                                                  |                                                  |                                                  |                                                  |                                                  |                                           |                                           |                                           |                                           |                                           |                                           |                                                              |                                                              |                                                              |                                                              |                                                              |                                                              |                                                   |                                                   |                                                         |                                                         |                                                         |                                                         |                                                          |                                                          |                                                          |                                                          |                                                          |                                                          |                                        |                                        |                                        |                                        |  |  |  |  |  |  |  |  |  |  |  |  |  |  |  |  |  |  |  |  |  |  |  |  |  |  |  |  |  |  |  |  |  |  |  |  |  |  |  |  |  |  |  |  |  |  |  |  |
|                                                         |                                                         |                                                         |                                                         | Christiaan Albrecht van Sleeswijk-Holstein-Gottorp (1641-1695) | Christiaan Albrecht van Sleeswijk-Holstein-Gottorp (1641-1695) | Christiaan Albrecht van Sleeswijk-Holstein-Gottorp (1641-1695) | Christiaan Albrecht van Sleeswijk-Holstein-Gottorp (1641-1695) | Christiaan Albrecht van Sleeswijk-Holstein-Gottorp (1641-1695) | Christiaan Albrecht van Sleeswijk-Holstein-Gottorp (1641-1695) |                                                              |                                                              |                                                              |                                                              |                                                              |                                                              | Frederika Amalia van Denemarken (1649-1704) | Frederika Amalia van Denemarken (1649-1704) | Frederika Amalia van Denemarken (1649-1704) | Frederika Amalia van Denemarken (1649-1704) | Frederika Amalia van Denemarken (1649-1704)      | Frederika Amalia van Denemarken (1649-1704)      |                                                  |                                                  |                                                  |                                                  |                                           |                                           |                                           |                                           |                                           |                                           | Frederik VII van Baden-Durlach (1647-1709)                   | Frederik VII van Baden-Durlach (1647-1709)                   | Frederik VII van Baden-Durlach (1647-1709)                   | Frederik VII van Baden-Durlach (1647-1709)                   | Frederik VII van Baden-Durlach (1647-1709)                   | Frederik VII van Baden-Durlach (1647-1709)                   |                                                   |                                                   |                                                         |                                                         |                                                         |                                                         | Augusta Maria van Sleeswijk-Holstein-Gottorp (1649-1728) | Augusta Maria van Sleeswijk-Holstein-Gottorp (1649-1728) | Augusta Maria van Sleeswijk-Holstein-Gottorp (1649-1728) | Augusta Maria van Sleeswijk-Holstein-Gottorp (1649-1728) | Augusta Maria van Sleeswijk-Holstein-Gottorp (1649-1728) | Augusta Maria van Sleeswijk-Holstein-Gottorp (1649-1728) |                                        |                                        |                                        |                                        |  |  |  |  |  |  |  |  |  |  |  |  |  |  |  |  |  |  |  |  |  |  |  |  |  |  |  |  |  |  |  |  |  |  |  |  |  |  |  |  |  |  |  |  |  |  |  |  |
|                                                         |                                                         |                                                         |                                                         | Christiaan Albrecht van Sleeswijk-Holstein-Gottorp (1641-1695) | Christiaan Albrecht van Sleeswijk-Holstein-Gottorp (1641-1695) | Christiaan Albrecht van Sleeswijk-Holstein-Gottorp (1641-1695) | Christiaan Albrecht van Sleeswijk-Holstein-Gottorp (1641-1695) | Christiaan Albrecht van Sleeswijk-Holstein-Gottorp (1641-1695) | Christiaan Albrecht van Sleeswijk-Holstein-Gottorp (1641-1695) |                                                              |                                                              |                                                              |                                                              |                                                              |                                                              | Frederika Amalia van Denemarken (1649-1704) | Frederika Amalia van Denemarken (1649-1704) | Frederika Amalia van Denemarken (1649-1704) | Frederika Amalia van Denemarken (1649-1704) | Frederika Amalia van Denemarken (1649-1704)      | Frederika Amalia van Denemarken (1649-1704)      |                                                  |                                                  |                                                  |                                                  |                                           |                                           |                                           |                                           |                                           |                                           | Frederik VII van Baden-Durlach (1647-1709)                   | Frederik VII van Baden-Durlach (1647-1709)                   | Frederik VII van Baden-Durlach (1647-1709)                   | Frederik VII van Baden-Durlach (1647-1709)                   | Frederik VII van Baden-Durlach (1647-1709)                   | Frederik VII van Baden-Durlach (1647-1709)                   |                                                   |                                                   |                                                         |                                                         |                                                         |                                                         | Augusta Maria van Sleeswijk-Holstein-Gottorp (1649-1728) | Augusta Maria van Sleeswijk-Holstein-Gottorp (1649-1728) | Augusta Maria van Sleeswijk-Holstein-Gottorp (1649-1728) | Augusta Maria van Sleeswijk-Holstein-Gottorp (1649-1728) | Augusta Maria van Sleeswijk-Holstein-Gottorp (1649-1728) | Augusta Maria van Sleeswijk-Holstein-Gottorp (1649-1728) |                                        |                                        |                                        |                                        |  |  |  |  |  |  |  |  |  |  |  |  |  |  |  |  |  |  |  |  |  |  |  |  |  |  |  |  |  |  |  |  |  |  |  |  |  |  |  |  |  |  |  |  |  |  |  |  |
|                                                         |                                                         |                                                         |                                                         |                                                                |                                                                |                                                                |                                                                |                                                                |                                                                | Christiaan August van Sleeswijk-Holstein-Gottorp (1673-1726) | Christiaan August van Sleeswijk-Holstein-Gottorp (1673-1726) | Christiaan August van Sleeswijk-Holstein-Gottorp (1673-1726) | Christiaan August van Sleeswijk-Holstein-Gottorp (1673-1726) | Christiaan August van Sleeswijk-Holstein-Gottorp (1673-1726) | Christiaan August van Sleeswijk-Holstein-Gottorp (1673-1726) |                                             |                                             |                                             |                                             |                                                  |                                                  |                                                  |                                                  |                                                  |                                                  |                                           |                                           |                                           |                                           |                                           |                                           |                                                              |                                                              |                                                              |                                                              |                                                              |                                                              | Albertina Frederica van Baden-Durlach (1682-1755) | Albertina Frederica van Baden-Durlach (1682-1755) | Albertina Frederica van Baden-Durlach (1682-1755)       | Albertina Frederica van Baden-Durlach (1682-1755)       | Albertina Frederica van Baden-Durlach (1682-1755)       | Albertina Frederica van Baden-Durlach (1682-1755)       |                                                          |                                                          |                                                          |                                                          |                                                          |                                                          |                                        |                                        |                                        |                                        |  |  |  |  |  |  |  |  |  |  |  |  |  |  |  |  |  |  |  |  |  |  |  |  |  |  |  |  |  |  |  |  |  |  |  |  |  |  |  |  |  |  |  |  |  |  |  |  |
|                                                         |                                                         |                                                         |                                                         |                                                                |                                                                |                                                                |                                                                |                                                                |                                                                | Christiaan August van Sleeswijk-Holstein-Gottorp (1673-1726) | Christiaan August van Sleeswijk-Holstein-Gottorp (1673-1726) | Christiaan August van Sleeswijk-Holstein-Gottorp (1673-1726) | Christiaan August van Sleeswijk-Holstein-Gottorp (1673-1726) | Christiaan August van Sleeswijk-Holstein-Gottorp (1673-1726) | Christiaan August van Sleeswijk-Holstein-Gottorp (1673-1726) |                                             |                                             |                                             |                                             |                                                  |                                                  |                                                  |                                                  |                                                  |                                                  |                                           |                                           |                                           |                                           |                                           |                                           |                                                              |                                                              |                                                              |                                                              |                                                              |                                                              | Albertina Frederica van Baden-Durlach (1682-1755) | Albertina Frederica van Baden-Durlach (1682-1755) | Albertina Frederica van Baden-Durlach (1682-1755)       | Albertina Frederica van Baden-Durlach (1682-1755)       | Albertina Frederica van Baden-Durlach (1682-1755)       | Albertina Frederica van Baden-Durlach (1682-1755)       |                                                          |                                                          |                                                          |                                                          |                                                          |                                                          |                                        |                                        |                                        |                                        |  |  |  |  |  |  |  |  |  |  |  |  |  |  |  |  |  |  |  |  |  |  |  |  |  |  |  |  |  |  |  |  |  |  |  |  |  |  |  |  |  |  |  |  |  |  |  |  |
|                                                         |                                                         |                                                         |                                                         |                                                                |                                                                |                                                                |                                                                |                                                                |                                                                |                                                              |                                                              |                                                              |                                                              |                                                              |                                                              |                                             |                                             |                                             |                                             |                                                  |                                                  |                                                  |                                                  |                                                  |                                                  |                                           |                                           |                                           |                                           |                                           |                                           |                                                              |                                                              |                                                              |                                                              |                                                              |                                                              |                                                   |                                                   |                                                         |                                                         |                                                         |                                                         |                                                          |                                                          |                                                          |                                                          |                                                          |                                                          |                                        |                                        |                                        |                                        |  |  |  |  |  |  |  |  |  |  |  |  |  |  |  |  |  |  |  |  |  |  |  |  |  |  |  |  |  |  |  |  |  |  |  |  |  |  |  |  |  |  |  |  |  |  |  |  |
|                                                         |                                                         |                                                         |                                                         |                                                                |                                                                |                                                                |                                                                |                                                                |                                                                |                                                              |                                                              |                                                              |                                                              |                                                              |                                                              |                                             |                                             |                                             |                                             |                                                  |                                                  |                                                  |                                                  |                                                  |                                                  |                                           |                                           |                                           |                                           |                                           |                                           |                                                              |                                                              |                                                              |                                                              |                                                              |                                                              |                                                   |                                                   |                                                         |                                                         |                                                         |                                                         |                                                          |                                                          |                                                          |                                                          |                                                          |                                                          |                                        |                                        |                                        |                                        |  |  |  |  |  |  |  |  |  |  |  |  |  |  |  |  |  |  |  |  |  |  |  |  |  |  |  |  |  |  |  |  |  |  |  |  |  |  |  |  |  |  |  |  |  |  |  |  |
| Karel van Sleeswijk-Holstein-Gottorp (1706-1727)        | Karel van Sleeswijk-Holstein-Gottorp (1706-1727)        | Karel van Sleeswijk-Holstein-Gottorp (1706-1727)        | Karel van Sleeswijk-Holstein-Gottorp (1706-1727)        | Karel van Sleeswijk-Holstein-Gottorp (1706-1727)               | Karel van Sleeswijk-Holstein-Gottorp (1706-1727)               |                                                                |                                                                | Anna van Sleeswijk-Holstein-Gottorp (1709-1758)                | Anna van Sleeswijk-Holstein-Gottorp (1709-1758)                | Anna van Sleeswijk-Holstein-Gottorp (1709-1758)              | Anna van Sleeswijk-Holstein-Gottorp (1709-1758)              | Anna van Sleeswijk-Holstein-Gottorp (1709-1758)              | Anna van Sleeswijk-Holstein-Gottorp (1709-1758)              |                                                              |                                                              | Adolf Frederik van Zweden (1710-1771)       | Adolf Frederik van Zweden (1710-1771)       | Adolf Frederik van Zweden (1710-1771)       | Adolf Frederik van Zweden (1710-1771)       | Adolf Frederik van Zweden (1710-1771)            | Adolf Frederik van Zweden (1710-1771)            |                                                  |                                                  | Frederik August van Oldenburg (1711-1785)        | Frederik August van Oldenburg (1711-1785)        | Frederik August van Oldenburg (1711-1785) | Frederik August van Oldenburg (1711-1785) | Frederik August van Oldenburg (1711-1785) | Frederik August van Oldenburg (1711-1785) |                                           |                                           | Johanna Elisabeth van Sleeswijk-Holstein-Gottorp (1712-1760) | Johanna Elisabeth van Sleeswijk-Holstein-Gottorp (1712-1760) | Johanna Elisabeth van Sleeswijk-Holstein-Gottorp (1712-1760) | Johanna Elisabeth van Sleeswijk-Holstein-Gottorp (1712-1760) | Johanna Elisabeth van Sleeswijk-Holstein-Gottorp (1712-1760) | Johanna Elisabeth van Sleeswijk-Holstein-Gottorp (1712-1760) |                                                   |                                                   | Georg Ludwig van Sleeswijk-Holstein-Gottorp (1719-1763) | Georg Ludwig van Sleeswijk-Holstein-Gottorp (1719-1763) | Georg Ludwig van Sleeswijk-Holstein-Gottorp (1719-1763) | Georg Ludwig van Sleeswijk-Holstein-Gottorp (1719-1763) | Georg Ludwig van Sleeswijk-Holstein-Gottorp (1719-1763)  | Georg Ludwig van Sleeswijk-Holstein-Gottorp (1719-1763)  |                                                          |                                                          | ... + 3 zusters en twee broers                           | ... + 3 zusters en twee broers                           | ... + 3 zusters en twee broers         | ... + 3 zusters en twee broers         | ... + 3 zusters en twee broers         | ... + 3 zusters en twee broers         |  |  |  |  |  |  |  |  |  |  |  |  |  |  |  |  |  |  |  |  |  |  |  |  |  |  |  |  |  |  |  |  |  |  |  |  |  |  |  |  |  |  |  |  |  |  |  |  |